# Melanorivulus kunzei
Melanorivulus kunzei is een straalvinnige vissensoort uit de familie van de killivisjes (Rivulidae). De wetenschappelijke naam van de soort is voor het eerst geldig gepubliceerd in 2012 door Costa.